# 三田市立八景中学校
三田市立八景中学校（さんだしりつ はっけいちゅうがっこう）は、兵庫県三田市にある公立中学校。

## 沿革
- 1948年（昭和23年）11月20日 - 設立認可
- 1949年（昭和24年）4月 - 有馬郡三田町外三ヶ村[1]組合立八景中学校として開校。
- 1952年（昭和27年）11月 - 有馬郡三田町外三ヶ村、市町村組合立八景中学校に改称。
- 1957年（昭和32年）2月 - 合併により、神戸市及び三田町組合立八景中学校と改称。
- 1958年（昭和33年）7月1日 - 三田町の市制施行により、神戸市及び三田市組合立八景中学校と改称。
- 1964年（昭和39年）4月1日 - 三田市立羽束中学校小野分校が廃校になり、統合し、校区変更。
- 1975年（昭和50年）4月1日 - 三田市立上野台中学校開校に伴い、校区変更。
- 1983年（昭和58年）3月31日 - 三田市立狭間中学校開校に伴い、校区変更。
- 1985年（昭和60年）
  - 3月31日 - 神戸市立北神戸中学校開校に伴い、校区変更。
  - 4月1日 - 神戸市及び三田市組合中学校を解消し、三田市立八景中学校に改称。
- 1995年（平成7年）9月14日・1996年（平成8年）10月30日 - マリスト国際学校と交流会
- 2000年（平成12年）8月 - 女子柔道部、全国中学生大会出場。

## 教育目標
- 自立して夢や目標の実現に挑戦する生徒の育成

## 部活動

### 運動部
- 野球部
- 男子ソフトテニス部
- 女子ソフトテニス部
- ソフトボール部
- サッカー部
- 陸上競技部
- 水泳部
- 女子バレーボール部
- バスケットボール部
- 卓球部
- 柔道部

### 文化部
- 吹奏楽部
- 美術部
- 家庭部

## 通学区域
- 三田市
  - 三田市立三田小学校区
  - 三田市立三輪小学校区
  - 三田市立松が丘小学校区

進学前の小学校はこの3校となる。

## 校区内の主な施設
- JR宝塚線三田駅
- 神戸電鉄三田線三田駅
- 三田市役所
- 三輪神社

## 交通アクセス
- 神戸電鉄三田線・公園都市線横山駅より徒歩

## 通学区域が隣接している学校
- 三田市立上野台中学校
- 三田市立けやき台中学校
- 三田市立富士中学校
- 三田市立狭間中学校
- 神戸市立北神戸中学校
- 宝塚市立西谷中学校